# Adevăratul Q
„Adevăratul Q” (titlu original: „True Q”) este al șaselea episod din al șaselea sezon al serialului TV american științifico-fantastic Star Trek: Generația următoare și al 132-lea episod în total. A avut premiera la 2 noiembrie 1992.
Episodul a fost regizat de Robert Scheerer după un scenariu de René Echevarria bazat pe o idee de Matthew Corey. Invitat special este Olivia D'Abo în rolul Amandei Rogers.

## Prezentare
Q dezvăluie un secret despre o tânără din Kansas care se află în vizită pe Enterprise. 

## Actori ocazionali
- John de Lancie - Q
- Olivia d'Abo - Amanda Rogers
- John P. Connolly - Orn Lote